# Борисов Яків Філатович
Яків Філатович Борисов (нар. 22 січня 1923, Миколаїв, УРСР — пом. 25 лютого 1996, Миколаїв, Україна) — радянський футболіст, нападник. Заслужений тренер УРСР (1970).

## Кар'єра гравця
Футболом почав займатися з 13 років, у тренера Володимира Восковського. У 16-річному віці дебютував у чемпіонатах СРСР у складі «Суднобудівника». Молодий талант був помічений тренерами київського «Динамо» й адміністратор киян Рафаїл Фельдштейн відвіз Якова до Києва. Зіграти за динамівців в незакінченому через війну чемпіонаті, Борисову не вдалося, але він присутній на групових фото команди.
З 1942 року Борисов на фронті. У 1944 році в районі Житомира поранений і контужений. Після війни проходив відновлення в Миколаєві.
У 1946 році повернувся до Києва. Зіграв один сезон за «Динамо» у вищій союзній лізі, але закріпитися в складі не зміг, а виступати за дубль не мав бажання. У 1947 році виступає за львівський «Спартак». У 1948 році повертається до Миколаєва. Два роки проводить в «Суднобудівнику», а потім, коли місто втратило представництво в чемпіонаті СРСР, виступає за аматорські команди. У 1952 році з командою «Червоне знамя» завоював срібні медалі чемпіонату УРСР.

## Кар'єра тренера
Після завершення активної ігрової кар'єри навчався в миколаївському педінституті. Далі на адміністративній роботі, яка, головним чином, визначається посадою начальника команди. Це найближчий помічник старшого тренера, головний адміністратор, перший селекціонер. На цій посаді, завдяки успіху «Суднобудівника» зразка 1968 року, отримав звання Заслужений тренер УРСР. У 1972 році працював в івано-франківському «Спартаку», коли той вийшов у першу лігу.